# Gustav Hofer
Pour les articles homonymes, voir Hofer.
Gustav Hofer, né le 9 mai 1976 à Sarentino (Sarntal en allemand) dans le Haut-Adige (Tyrol du Sud), est un journaliste italien contemporain et présentateur sur Arte.

## Biographie
Il suit des études de journalisme à Vienne (Autriche) et des études de cinéma à Londres. Il présente un rapport d'études sur L'Art du writing et du graffiti. Il vit à Rome. Il est en couple depuis 2000 avec Luca Ragazzi qu'il a connu lorsqu'il était documentaliste pour lui. Il commence à travailler pour la chaîne Arte en 2001, dont il est le correspondant en Italie. La chaîne franco-allemande lui confie en 2005 la direction de l'émission Journal de la culture - Arte Kultur et le journal télévisé Artejournal.
La réalisation de documentaires engagés le fait connaître d'un public croissant. Il tourne Korea Prioritaria, Mario Ceroli - L'Artista, Il Sangue del Impero (RAI), Bush Back Home et Uomini per tutte le stagioni pour Médecins sans frontières sur la situation des émigrés, embauchés en Italie comme journaliers agricoles et qui se font exploiter.
Gustav Hofer milite au sein de l'association culturelle romaine Apollo 11.
En 2008, il présente Soudain l'hiver dernier ou Homophobie à l'italienne, film documentaire réalisé par lui et son compagnon Luca Ragazzi. Ce documentaire est récompensé par une mention spéciale Panorama et nommé en 2008 au Teddy Award dans le cadre des différentes compétitions de la 58e Berlinale. Le couple de journalistes trentenaires enquête ici sur l'homophobie de la société italienne, propagée en particulier par une partie de la classe politique proche de Silvio Berlusconi et par le Saint-Siège. Ce documentaire a été diffusé le 8 mars 2012 sur Arte.
En 2011, Gustav Hofer dirige avec son compagnon Luca Ragazzi le film documentaire Italy: Love It, or Leave It, présenté au festival de Milan, où il remporte le premier du public et le premier prix du jury. Italy: Love It or Leave It devient leur succès le plus important. Il participe à deux cents festivals de par le monde et sort en salle, en plus de l'Italie, en Allemagne, en Autriche, en Suisse, aux Pays-Bas et au Canada.
Le troisième film du couple Hofer-Ragazzi sort en 2013 avec le titre de What is Left?, traitant de la crise de la gauche italienne. Le film est montré au Minneapolis International Filmfestival, aux Hot Docs à Toronto ainsi qu'à Bruxelles. Le documentaire est sorti en salle en Allemagne, en Italie et sort en 2015 au Canada.

## Filmographie
- Il sangue dell'impero, réalisé avec Pietro Suber (2004) – film TV
- Soudain l'hiver dernier ou Homophobie à l'italienne, réalisé avec Luca Ragazzi (2008)
- Italy: Love It, or Leave It, réalisé avec Luca Ragazzi (2011)
- What Is Left?, réalisé avec Luca Ragazzi (2013)
- Limbo, réalisé avec Matteo Calore
- Diktatorship - Fallo e basta!, réalisé avec Luca Ragazzi (2019)